# Portrét Ludvíka XIV.
Portrét Ludvíka XIV. je dílo francouzského malíře Hyacintha Rigauda. Obraz, na kterém je znázorněn francouzský král Ludvík XIV., se vyznačuje hutnými, zářivými barvami. Rigaud před divákem s mimořádnou elegancí předvedl velmi okázalou podívanou. Dílo využívá působivé kontrasty světla a stínu, autor na něm brilantně vymodeloval bohaté řasení látky, která celou postavu zčásti zakrývá. Tím se mu podařilo potlačit případné nedokonalosti monarchovy postavy a zdůraznit jeho vznešenost a bohatství. Portrét Ludvíka XIV. se stal ideálem barokního reprezentativního portrétu. Rigaud ve svých obrazech vycházel z elegantních portrétů Anthonise van Dycka a Charlese le Bruna. Byl úspěšným portrétistou členů francouzské královské rodiny a vysoké šlechty. Stejně jako jiné Rigaudovy portrétní obrazy stal se i obraz Ludvíka XIV. vzorem evropského dvorského portrétního umění 18. století.